# ISO 3166-2:NF
ISO 3166-2:NFはISOの3166-2規格のうち、NFで始まるものである。オーストラリア領ノーフォーク島の行政区分コードを意味する。ノーフォーク島はISO 3166-1(ISO 3166-1 alpha-2)で、NFを国コードとして割り振られている。ISO 3166-2:NFに対応する行政区分コードの割り当てはない。